# Ryszard Engelking
Ryszard Engelking (ur. 16 listopada 1935 w Sosnowcu, zm. 16 listopada 2023 w Warszawie) – polski matematyk specjalizujący się w topologii, szczególnie w teorii wymiaru. Tłumacz literatury francuskiej.

## Życiorys
Po ukończeniu IV Liceum Ogólnokształcącego im. Stanisława Staszica w 
Sosnowcu studiował w latach 1952–1956 matematykę na 
Uniwersytecie Warszawskim. Następnie przez 14 lat był pracownikiem Działu Topologii w Instytucie Matematycznym Polskiej Akademii Nauk. W 1961 otrzymał tam stopień naukowy doktora nauk matematycznych
na podstawie rozprawy pt. O pewnych uzwarceniach przestrzeni topologicznych; promotorem był Kazimierz Kuratowski. Instytut ten 4 lata później nadał mu stopień doktora habilitowanego na podstawie pracy pt. Cartesian products and dyadic spaces. 
Od września 1961 do maja 1962 przebywał w Moskwie (stypendium PAN), od października 1963 do kwietnia 1964 w Paryżu (stypendium Rządu Francuskiego), a rok akad. 1967/68 w University of Washington w Seattle jako visiting professor. 
W 1971 został profesorem nauk matematycznych. 
Przez 34 lata był nauczycielem akademickim na Wydziale Matematyki, Informatyki i Mechaniki Uniwersytetu Warszawskiego. W 1984 został członkiem korespondentem, a w 1989 członkiem zwyczajnym Towarzystwa Naukowego Warszawskiego, Wydziału III Nauk Matematycznych i Fizycznych.
Opublikował wiele prac z topologii i teorii wymiaru, w tym książkę Topologia ogólna (przetłumaczoną potem na angielski), która jest klasyczną pozycją literatury przedmiotu. Oprócz prac naukowych, których był jedynym autorem, publikował wspólnie z m.in. Kazimierzem Alsterem, Włodzimierzem Holsztyńskim, Moniką Karłowicz, Kazimierzem Kuratowskim, Aleksandrem Pełczyńskim, Karolem Siekluckim i Romanem Sikorskim.

## Monografie
- (pol.) Ryszard Engelking; Topologia ogólna. Biblioteka Matematyczna. Tom 47. Państwowe Wydawnictwo Naukowe, Warszawa, 1975.
- (pol.) Ryszard Engelking, Karol Sieklucki; Geometria i topologia. Część II. Topologia. Biblioteka Matematyczna. Tom 54. Państwowe Wydawnictwo Naukowe, Warszawa, 1980. ISBN 83-01-01371-0.
- (pol.) Ryszard Engelking; Teoria wymiaru. Biblioteka Matematyczna. Tom 51. Państwowe Wydawnictwo Naukowe, Warszawa, 1981.
- (ang.) Ryszard Engelking; Outline of General Topology. North-Holland, Amsterdam, 1968. Brak numerów stron w książce (tł. z polskiego).
- (ang.) Ryszard Engelking; General Topology. PWN, Warsaw, 1977. Brak numerów stron w książce
- (ang.) Ryszard Engelking; General Topology. Heldermann Verlag, Berlin, 1989. Brak numerów stron w książce (wyd. 2 uzupełnione) ISBN 3-88538-006-4
- (ang.) Ryszard Engelking; Dimension Theory. North-Holland, Amsterdam, 1978. Brak numerów stron w książce ISBN 0-444-85176-3

## Działalność translatorska
Przetłumaczył z francuskiego na polski m.in. dzieła następujących autorów:
- Gustave Flaubert (Pani Bovary, Szkoła uczuć),
- Charles Baudelaire (m.in. Paryski splin),
- Gérard de Nerval,
- Auguste de Villiers de L’Isle-Adam,
- Nicolas Edme Restif de La Bretonne.

Otrzymał Nagrody Literatury na Świecie za przekłady poezji (1993) i prozy (2005), był także laureatem Nagrody Specjalnej tego pisma "Mamut" (2015). Nominowany (wspólnie z Tomaszem Swobodą) do Nagrody Literackiej Gdynia 2014 w kategorii przekład na język polski za Śnienie i życie Nervala. Nagrodę Literacką Gdynia otrzymał w 2017 za przekład Szkoły uczuć Gustave’a Flauberta.

## Życie prywatne
Był mężem matematyczki Krystyny Engelking (aktywnej w Klubie Inteligencji Katolickiej, 1936-2023), zmarłej niecałe trzy miesiące przed nim i ojcem m.in. Barbary Engelking i Anny Engelking oraz stryjem Leszka Engelkinga.